# Mantas Griskenas
Mantas Griskenas född 4 maj 1985 i Rokiškis, Litauiska SSR, Sovjetunionen, är en litauisk basketspelare (forward) i Nässjö Basket
Den 200 cm långe Griskenas har under tre säsonger, 2006-2009, spelat collegebasket i USA för Wichita State University, där han sista säsongen snittade 13,1 poäng och 7,3 returer. Han återvände till Litauen och kom närmast från spel i klubben Meresta i den litauiska andraligan innan han hösten 2010 kom till Södertälje Kings. Säsongen 2015/2016 skrev han på för Nässjö och har inför säsongen 2016/2017 skrivit på ett nytt kontrakt med klubben.